# New Port Richey East
New Port Richey East es un lugar designado por el censo ubicado en el condado de Pasco en el estado estadounidense de Florida. En el Censo de 2010 tenía una población de 10.036 habitantes y una densidad poblacional de 1.030,29 personas por km².

## Geografía
New Port Richey East se encuentra ubicado en las coordenadas 28°15′48″N 82°41′35″O / 28.26333, -82.69306. Según la Oficina del Censo de los Estados Unidos, New Port Richey East tiene una superficie total de 9.74 km², de la cual 9.58 km² corresponden a tierra firme y (1.62%) 0.16 km² es agua.

## Demografía
Según el censo de 2010, había 10.036 personas residiendo en New Port Richey East. La densidad de población era de 1.030,29 hab./km². De los 10.036 habitantes, New Port Richey East estaba compuesto por el 91.51% blancos, el 2.39% eran afroamericanos, el 0.32% eran amerindios, el 1.61% eran asiáticos, el 0.02% eran isleños del Pacífico, el 2.15% eran de otras razas y el 1.99% pertenecían a dos o más razas. Del total de la población el 10.22% eran hispanos o latinos de cualquier raza.